# Aleksander Matuszewicz
Aleksander Matuszewicz (ur. 19 marca 1828 w Anoszewicach) – pułkownik wojsk powstańczych 1863, oficer legii cudzoziemskiej.

## Życiorys
Urodził się 19 marca 1828 w Anoszewicach w powiecie mozyrskim, w guberni mińskiej, w rodzinie ziemiańskiej jako syn Feliksa i Bogumiły z Łazowskich. Uzyskał wyższe wykształcenie techniczne. Pracował we Francji jako konduktor (inżynier) budowy dróg i mostów. 3 lipca 1847 wstąpił do Legii Cudzoziemskiej, był oficerem tej formacji, brał udział w walkach na terenie Algierii. 16 maja 1848 na własną prośbę został odesłany do Europy a 16 maja został zwolniony ze służby w legii.
Wziął udział w powstaniu węgierskim.
W 1854 wstąpił do sformowanego z ochotników polskich I Pułku Kozaków Sułtańskich, walczył przeciw Rosji podczas wojny krymskiej, początkowo jako podoficer, a 23 maja 1855 został awansowany do stopnia podporucznika.
Po wybuchu powstania styczniowego dowodził niewielkim oddziałem konnym na terenie powiatu konińskiego. W późniejszym okresie walk służył w Kaliskiej Brygadzie Kawalerii generała Taczanowskiego, był dowódcą I pułku ułanów w randze pułkownika. Po klęsce wojsk Taczanowskiego w bitwie pod Kruszyną (29 sierpnia 1863), z rozkazu płk. Franciszka Kopernickiego sformował 120 konny oddział jazdy, na którego czele walczył z wojskami carskimi. 11 września 1863 pod Lutomierskiem wygrał starcie z Rosjanami. W połowie października połączył swe siły z płk. Kajetanem Słupskim. Ta licząca 360 koni formacja odniosła zwycięstwo pod Rudnikami, 15 października 1863. Tego samego dnia oddział Słupskiego i Matuszewicza, pod Starcami, został zaatakowany i rozbity przez kolumnę pościgową płk. Pisanko. Matuszewicz z częścią kawalerii oderwał się od nieprzyjaciela ale pod Dobrą k/Łasku został zaskoczony niespodziewanym atakiem przez przybyły na pomoc Pisance oddział majora Esmana z Sieradza. Jazda powstańcza została całkowicie rozbita. Matuszewicz po klęsce załamał się:

tak uczuł tę klęskę, że się mocno rozchorował i dla poratowania zdrowia zmuszony był za urlopem udać się do Francji na trzy miesiące.

Po pobycie we Francji powrócił do pracy konspiracyjnej, zajmował się formowaniem nowych oddziałów powstańczych w zaborze pruskim, na terenie Wielkiego Księstwa Poznańskiego.